# Blood Ceremony
Blood Ceremony est un groupe de doom metal et rock progressif canadien, originaire de Toronto, en Ontario. Le groupe est formé en 2006, et compte quatre albums sous le label indépendant Rise Above Records.

## Biographie
Blood Ceremony est formé en 2006, à Toronto, en Ontario. Le nom du groupe vient du film d'horreur espagnol Ceremonia Sangrienta (1972). Le groupe s'inspire du doom metal et du rock progressif des années 1970, avec des groupes comme Jex Thoth ou Black Sabbath et du groupe de rock progressif Black Widow.
Le groupe se produit notamment sur la scène locale de Toronto avant de sortir leur premier album éponyme en 2008. Le groupe part ensuite en tournée avec le groupe de metal Electric Wizard en passant par la France. Le groupe sort son deuxième album, Living with the Ancients, en mars 2011. Leurs deux premiers albums sont plutôt bien accueillis par la critique qui voit dans ce groupe un bel hommage au rock progressif et au doom metal des années 1970. Vers la fin 2011 et le début de l'année 2012, ils jouent avec Ghost pendant leurs tournées nord-américaine et européenne.
Leur troisième album, The Eldritch Dark est publié en 2013, et atteint la 34e place des charts finlandais. Il est suivi par l'album Lord of Misrule en 2016.
Une tournée internationale est prévue en 2023, avec Uncle Acid and the Deadbeats et Gaupa.

## Style musical et thèmes
L'utilisation fréquente de la flûte et de l'orgue sont l'une des marques de fabrique du groupe. Les thèmes abordés par les différents morceaux tournent principalement autour de l'occultisme. Occultisme retrouvé sur scène et qui rappelle Black Widow. Le style musical de Blood Ceremony est décrit de flute-tinged witch rock et ses paroles se consacrent à l'occultisme et dont références aux films d'horreurs classiques.

## Membres

### Membres actuels
- Alia O'Brien - chant, flûte, orgue
- Sean Kennedy - guitare
- Lucas Gadke - basse
- Michael Carrillo - batterie

### Anciens membres
- Chris Landon - basse
- Andrew Haust - batterie
- Jeremy Finkelstein - batterie

## Discographie
- 2008 : Blood Ceremony
- 2011 : Living with the Ancients
- 2013 : The Eldritch Dark (Rise Above Records)
- 2016 : Lord of Misrule
- 2023 : The Old Ways Remain